# مارتن فينتركورن
مارتن فينتركورن (بالألمانية: Martin Winterkorn) هو رجل أعمال ألماني والرئيس السابق لشركة فولكس فاجن ولد في يوم 24 مايو 1947 في بلدة ليونبرغ في ألمانيا، كان رئيس مجموعة فولكس واغن لصناعة المحركات، واستقال في يوم 23 سبتمبر 2015 بعد الكشف عن فضيحة تلاعب ببيانات الانبعاثات الغازية لمحركات الديزل التابعة للشركة.

## روابط خارجية
- مارتن فينتركورن على موقع مونزينجر (الألمانية)